# Al-Masriyah
 (août 2017).
Pour la chaîne de télévision égyptienne, voir Al Masriyah.
Al Masriyah (en arabe : المصرية) est un village du centre de la Syrie, faisant partie du Gouvernorat de Homs, située au sud-ouest de Homs et immédiatement au sud de la frontière avec le Liban. 
Elle est située à proximité des villes de Zita al Gharbiyah vers le nord, al-Qusayr au nord-est, Zira a et Rablah. 
Selon le Bureau Central des Statistiques (CBS), Al Masriyah avait une population de 618 habitants au recensement de 2004. Ses habitants sont principalement des musulmans chiites.